# Plantagen
Plantagen (norska: Plantasjen) är ett nordiskt företag i växtbranschen. Företaget har över 120 butiker i Norge, Sverige och Finland. Företaget har fler än 1 300 medarbetare och en årsomsättning på över 4,2 miljarder SEK.

## Historia
Den första Plantagen butiken öppnades 1986 i Norge. År 2001 köpte Investor-bolaget EQT Plantagen i Norge, eller som det heter i Norge, Plantasjen. I Sverige bildades Plantagen genom att EQT 2002 köpte den svenska handelsträdgårdskedjan Växus, som med det bytte namn den 14 mars 2002 till Plantagen. Vidare hade även BP-plantor i Askim, Göteborg, förvärvats och profilerats om till Plantagen i februari 2002. Den 14 mars 2002 öppnade Plantagen Sveriges då största gardencenter i Uppsala. När Plantagengruppen inledde sin expansion 2002 i Norden hade man inledningsvis 20 butiker i Norge och 11 i Sverige. I december 2006 blev det offentligt att EQT sålde kedjan till riskkapitalbolaget Apax Partners. År 2006 hade antalet butiker vuxit till 72 butiker i Norge, Sverige och Finland, sedan 2002. Under hösten 2016 sålde Apax hela sitt innehav i Plantagen till investeringsbolaget Ratos. Antalet butiker hade då vuxit till 124 butiker i Norge, Sverige och Finland.
I maj 2020 blev Nina Jönsson VD för Plantagen.

## VD
- 2013–2017: Jon Abrahamsson Ring
- 2017–2018: Daniel Julin
- 2018–2019: Christer Åberg (tillförordnad vd)
- 2019–2020: Olav Thorstad
- 2020–2022: Nina Jönsson
- 2022-idag: Jesper Lien